# Дэвиссон, Клинтон Джозеф

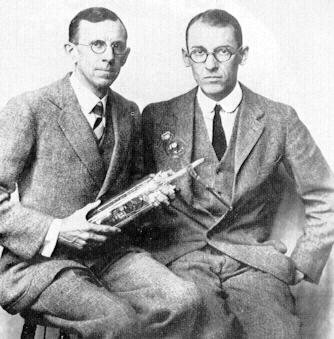
Клинтон Дэвиссон (слева) и Лестер Джермер (справа).

Кли́нтон Джо́зеф Дэ́виссон (англ. Clinton Joseph Davisson; 22 октября 1881, Блумингтон, Иллинойс, США — 1 февраля 1958, Шарлотсвилл, Виргиния, США) — американский физик, лауреат Нобелевской премии по физике 1937 года (совместно с Джорджем Томсоном) «за экспериментальное открытие дифракции электронов на кристаллах».
Член Национальной академии наук США (1929).

## Биография
Клинтон Джозеф Дэвиссон родился в семье ремесленника Джозефа Дэвиссона и учительницы Мэри Калверт. В 1902 году, после окончания школы в Блумингтоне (штат Иллинойс), приступил к изучению математики и физики в Чикагском университете. Через год вынужден был прервать обучение по причине отсутствия средств. Работал в телефонной компании Блумингтона. По рекомендации Милликена, с которым он познакомился во время учёбы в Чикаго, в 1904 году Дэвиссон получил место ассистента в университете Пердью. С июня по август 1904 года Дэвиссон смог продолжить обучение в Чикаго. В сентябре 1904 г., опять по рекомендации Милликена, он был принят на полставки преподавателем физики в Принстонский университет, где проработал до 1910 года. В свободное время Дэвиссон посещал лекции Фрэнсиса Мэги, Эдвина Адамса, Джеймса Джинса и Оуэна Ричардсона. Во время летних семестров он многократно посещал лекции в Чикаго и получил в 1908 года степень бакалавра. В 1910—1911 годах он получал стипендию для обучения физике в Принстонском университете. В 1911 году он защитил там диссертацию под руководством профессора Ричардсона по теме «О термической эмиссии положительных ионов солей щёлочноземельных металлов». С сентября 1911-го по апрель 1917 года Дэвиссон работает преподавателем физики на физическом отделении технологического университета Карнеги в Питтсбурге. При попытке поступить на службу в армию в 1917 году ему отказали. С июня 1917 года и до окончания войны работает в конструкторском бюро фирмы Вестерн электрик компани (позже переименованной в Белл лабораториз) в Нью-Йорке. После окончания войны он отказался от места ассистента профессора и остался в компании Вестерн электрик.
В 1946 году после 29 лет работы в Белл лабораториз выходит на пенсию и в 1947—48 годах работает гостевым профессором в университете Виргинии в Шарлоттсвилле.
В 1911 году Дэвиссон женился на Шарлоте Саре Ричардсон, сестре своего научного руководителя профессора Ричардсона. Отец четверых детей — трёх сыновей и одной дочери. Умер 1 февраля 1958 года в Шарлоттсвилле (штат Вирджиния).

## Достижения
В 1937 году Дэвиссон получил Нобелевскую премию по физике за экспериментальное подтверждение предсказанных Луи де Бройлем волн материи. Эксперименты по дифракции электронов на кристаллах были проведены в 1926 году совместно с Лестером Джермером. Вторая половина премии была присуждена Джорджу Паджету Томсону.

## Награды
- Премия Комстока, Национальная академия наук США, 1928
- Медаль Эллиота Крессона, Институт Франклина, США, 1931
- Медаль Хьюза, Лондонское королевское общество, 1935
- Нобелевская премия по физике, 1937
- Медаль университета Чикаго, 1941
- Почётный доктор Принстонского университета, Лионского университета и колледжа Колби

## Названы его именем
- Опыт Дэвиссона — Джермера
- Дэвиссон  — кратер на обратной стороне Луны
- Премия Дэвиссона — Джермера[англ.].